# Langues hmong
 (décembre 2015).
Les langues hmong sont parlées par les populations hmong, vivant dans le Sud de la Chine (spécialement la région du Guizhou), ainsi qu'au nord du Viêt Nam et du Laos. Il s'agit de langues appartenant au groupe linguistique hmong-mien, appelé encore miao-yao. Ce sont des langues tonales dont les phrases sont organisées selon le mode SVO (Sujet-Verbe-Objet).
Il existe de très nombreuses formes, certaines parfois considérées comme des langues à part entière, ou sinon variétés régionales, beaucoup n'ayant d'ailleurs probablement pas encore été répertoriées. Les deux plus répandues font partie du groupe hmong occidental ; ce sont le « hmong vert » (hmong njua ou hmong leng) et le « hmong blanc » (hmong daw), parlées au Laos et au Viêt Nam, qui doivent leur appellation à la couleur des costumes traditionnels féminins des locuteurs. Toutes deux sont parlées par la diaspora hmong installée principalement en Amérique du Nord et en Europe.

## Classification interne
Les langues hmong sont un des groupes constituant la famille hmong-mien, aux côtés des langues mien. Dans la classification chinoise établie par les linguistes Wang, Mao, Meng et Zheng, le hmong se répartit en branches :
- Langues hmong stricto sensu
  - Langues hmong du Nord (en chinois, Xiangxi)
    - Qo xiong (ou Xiangxi occidental)
      - miao du Xiangxi occidental (hmong rouge)

    - Xiangxi oriental

  - Langues hmong du centre (en chinois, Qiandong)
    - hmu du Nord (ou qiandong du Nord)
    - hmu de l'Est
    - hmu du Sud

  - Langues hmong occidentales (en chinois, Chuanqiandian)
    - chuanqiandian stricto sensu
      - huishui
      - guiyang
      - mashan
        - mashan central
          - miao de Xinzhai

        - mashan du Nord
          - miao de Shuijingping

        - mashan du Sud

    - miao de Luobohe
      - miao de Xijia

    - chong'anjiang
    - a hmao (ou diangdongbei)
- Langues bunu[4]
  - dongnu
    - dongnu stricto sensu
      - dongnu de Dahua
      - dongnu de Du'an

    - nunu
      - nunu de Lingyun
      - nunu de Bama

    - bunuo

  - naoklao
  - numao
    - numao
    - dongmeng
- Baheng
  - baheng
  - wunai
- Jiongnai
- Younuo[5]

## Écriture
Les premières formes d'écriture hmong remontent au début du XXe siècle. Plusieurs ont ainsi été formées par des missionnaires, notamment dans les années 1950, grâce à l'alphabet latin.

## Exemples
On trouvera ci-après l'article premier de la Déclaration universelle des droits de l'homme, dans trois variétés régionales hmong du sud de la Chine. On constatera que ces variétés, souvent qualifiées de « dialectes », sont en fait très différentes l'une de l'autre.
- Laix laix diangl dangt lol sob dab yangx ghax maix zit yef, niangb diot gid zenb nieef haib gid quaif lit gid nongd jus diel pinf denx. Nenx dol maix laib lix xent haib jox hvib vut, nenx dol nongt liek bed ut id xit deit dait.
- Leb leb nis zib youl nangs, mex ad sheit nangd zend yanl nhangs njanl lib. Mix mex lix xinb gaot liangt send, leb leb lies nhangs ghob nab ghob geud nangd.
- Cuat lenx cuat dol bongb deul ndax dex douf muax zif youx, nyaob shout zunb yinx tab ndas dos id, dax zis ib suk. Nil buab daf lol jaox muax lid xinf hlub hout tab liangx xinb shab nzhuk, yinf gaib keuk suk gud dix mol lol nit jinb shenx lol shib daf shib hlad.